# Lars-Åke Lundell
Lars-Åke Lundell, född 16 augusti 1946, är en svensk före detta ishockeyspelare, back, som spelat i Djurgården samt i Tre Kronor.